# Tanigawa Kōji
Tanigawa Kōji (谷川 浩司 (Cốc Xuyên Hạo Ty) sinh ngày 6 tháng 4, 1962 (Chiêu Hòa thứ 37) tại quận Suma, thành phố Kōbe, tỉnh Hyōgo) là một kỳ thủ shogi chuyên nghiệp người Nhật Bản. Ông là Thập thất thế Danh Nhân (Vĩnh thế Danh Nhân đời thứ 17). Ông là môn hạ của Wakamatsu Masazaku Bát đẳng, có số hiệu kỳ thủ là 131. Ông từng giành 27 kỳ danh hiệu, đứng thứ 5 trong lịch sử.
Ông từng đảm nhận các chức vụ Hội trưởng Kỳ sĩ hội của Liên đoàn Shogi Nhật Bản (người đầu tiên nhậm chức, tháng 4/2009 - tháng 3/2011), Tổng Giám đốc điều hành Liên đoàn Shogi Nhật Bản (tháng 5/2011 - tháng 12/2012), và Chủ tịch Liên đoàn Shogi Nhật Bản (tháng 12/2012 - tháng 1/2017).
Ông từng là người giữ kỷ lục kỳ thủ trẻ tuổi nhất giành danh hiệu Danh Nhân (21 tuổi 2 tháng) trong vòng 40 năm cho đến ngày 1 tháng 6 năm 2023 khi Fujii Sōta phá vỡ kỷ lục này. Ông cũng giữ kỷ lục khoảng thời gian ngắn nhất từ khi thăng lên Tứ đẳng (lên chuyên) đến khi giành danh hiệu Danh Nhân (6 năm 177 ngày).
1. ↑  "谷川浩司九段が永世名人（十七世名人）を襲位". 日本将棋連盟. ngày 26 tháng 5 năm 2022. Bản gốc lưu trữ ngày 2 tháng 6 năm 2022. Truy cập ngày 10 tháng 6 năm 2022.
2. ↑  新棋士会発足について｜将棋ニュース｜日本将棋連盟
3. ↑  「棋士会」役員変更のお知らせ｜将棋ニュース｜日本将棋連盟
4. ↑  "将棋の藤井聡太六冠 名人戦制す 史上最年少 名人獲得 七冠達成". NHKニュース. ngày 1 tháng 6 năm 2023. Truy cập ngày 1 tháng 6 năm 2023.

1. ↑  Fujii Sōta được thăng lên Tứ đẳng vào ngày 1 tháng 10 năm 2016 và giành danh hiệu Danh Nhân trong vòng 6 năm và 243 ngày sau đó.